# 丁亥之役
丁亥之役指明朝成化三年（丁亥年，1467年），明朝派赵辅、李秉领军进攻董山、李满住为首的建州女真，致建州女真“焚荡殆尽，部落残破”，数十年无统一首领。成化十五年，明朝再次进剿建州女真，统帅为朱永，由汪直监军。当代或称丁亥之役为“成化犁庭”，或将两次进剿并称成化犁庭。
据《李朝实录》记载，成化三年，明廷给朝鲜的咨文说：“先因建州三卫女眞，结构诸夷，悖逆天道，累犯辽东边境，致厪圣虑。特命当职等，统调大军，捣其巢穴，絶其种类，以谢天神之怒，以雪生灵之愤。”